# Vmesnik
Vmesnik (angleško Interface) je vmesno elektronsko vezje, ki prilagodi električne signale tako, da lahko povežemo med seboj dve različni elektronski napravi. V računalništvu povežemo z vmesnikom vodilo na eni strani in vhodno izhodno napravo na drugi. Najbolj znani so: vmesnik tipkovnice, USB vmesnik, tiskalniški vmesnik,... Za povezovanje računalnika z zunanjim svetom uporabljamo strojno in programersko operemo,ki jo imenujemo s skupnim imenom vmesniki (ang. interface). Vmesnik prilagodi podatke, ki jih pošilja računalnik, ustreznemu standardu, prijete podatke pa prilagodi obliki primerni za prenos po vodilu računalnika. Na eni strani je priključen na vodilo računalnika, na drugi strani pa ima priključke za naprave.